# Villa Latina
Villa Latina är en ort och kommun i provinsen Frosinone i regionen Lazio i Italien. Kommunen hade 1 203 invånare (2018).